# Almirante Tamandaré
Almirante Tamandaré là một đô thị thuộc bang Paraná, Brasil. Đô thị này có diện tích 145,195 km², dân số năm 2007 là 96739 người, mật độ 582,1 người/km².